# 吉岡榊
吉岡 榊（よしおか さかき、1978年9月10日 - ）は、日本の漫画家。女性。血液型はA型。別名義に嵩乃朔（たかの さく）がある。

## 来歴・人物
デビュー以前より同人誌で執筆活動をしていたが、2004年（平成16年）に処女作「月ノ夜ノ獣」で、講談社「マガジンZ」主催の第9回「永井豪新人大賞」で優秀賞を受賞、当該作品が同誌（2004年4月号）に掲載された。それから2年後の2006年（平成18年）に「プラッシーボ」で連載デビューを果たす。それ以降は、連載・読み切りなどの各種作品などを発表し、2015年（平成27年）4月からは、「マーメイド・ラヴァーズ」を執筆・連載している。
活動目的に合わせて、ペンネームを使い分けており、コミカライズ等は吉岡榊名義で、百合関連は嵩乃朔名義で、それぞれ活動している。
アニメ観賞を漫画執筆における活力源と公言している。
趣味の一つであるミュージカル、特に「レ・ミゼラブル」シリーズに関しては造詣が深く、同作品の鑑賞を開始した2003年（平成15年）から、公演ごとに感想を公式サイト内で記述している。
好きな戦国武将、伊達政宗。
好きな作家は、星樹。好きな監督は、今敏。
好きな映画は、「ジェヴォーダンの獣」、「千年女優」、「GHOST IN THE SHELL」、「ロード・オブ・ザ・リング」。
好きなアニメは、「カウボーイビバップ」、「天空のエスカフローネ」、「ラーゼフォン」、「ガサラキ」、「舞-HiME」など。好きな声優は、生天目仁美、後藤麻衣。
レズビアンであることを明言している。

## 作品リスト

### 吉岡榊名義
- プラッシーボ（マガジンZ連載（講談社）、2006年2月号 - 同年10月号、全2巻）
- Parabellum -パラベラム- （月刊コミックアライブ連載（メディアファクトリー）、2007年4月号 - 2008年8月号、全3巻）
- ロゼッタ〜薔薇の聖十字騎士〜（月刊コミックアライブ連載（メディアファクトリー）、読切掲載を経て連載化、2009年3月号 - 2010年4月号、全2巻）
- CLOCKWORK（原作：富沢義彦）（月刊コミックブレイド連載（マッグガーデン）、	2012年1月号	- 9月号、全2巻）
- ソールトリガー（原作：イメージエポック）（ブレイドオンライン連載（マッグガーデン）、2012年6月 - 2013年3月、全1巻）
- ショパン（週刊マンガ世界の偉人、第55号（朝日新聞出版）、2013年2月）
- BLAZBLUE（原案：アークシステムワークス、監修：森利道（アークシステムワークス））（月刊ドラゴンエイジ連載（KADOKAWA 富士見書房）、2013年7月号 - 2014年1月号、全2巻）
- 祈りとクロネコ（コミックガム2014年3月号掲載（ワニブックス）、読切作品）
- アンジュ・ヴィエルジュ リンケージ（原案：アンジュ・プロジェクト、原作：駒尾真子）（月刊ドラゴンエイジ連載（KADOKAWA 富士見書房）、2014年5月号 - 2015年3月号、全2巻）
- マーメイド・ラヴァーズ（原作：深見真）（コミック アース・スター連載（アース・スター エンターテイメント）、2015年 - 2016年 、全2巻）[6]
- アンジュ・ヴィエルジュ cross†L.I.N.K.s（原作：アンジュ・プロジェクト）（電撃G'sコミック連載（KADOKAWA アスキー・メディアワークス）、2016年 、全1巻）[7]
- WIXOSS DIVA(A)LIVE TRY!!!（WIXOSS DIVA(A)LIVE公式サイト連載、2020年12月23日 - 2022年1月31日、全2巻）
- 幼女無双 〜仲間に裏切られた召喚師、魔族の幼女になって【英霊召喚】で溺愛スローライフを送る〜（原作：yocco、キャラクター原案：にもし）（コミックポルカ連載（一二三書房）、2022年5月13日 - 連載中）

### 嵩乃朔名義
- カノジョと私の秘蜜の恋 She falls in love with her（オークス、2016年 、コミックス全1巻）
- 吸血鬼ちゃん×後輩ちゃん（電撃G'sコミック連載（KADOKAWA アスキー・メディアワークス）、2017年4月号 - 2019年4月号 、コミックス全4巻）
- OLさんと猫のはなし（GコミAnothers連載（KADOKAWA アスキー・メディアワークス）、2019年8月26日 - 2020年12月28日、コミックス全2巻）